# Kebede Balcha
Kebede Balcha (* 7. September 1951; † 10. Juli 2018 in Toronto) war ein äthiopischer Marathonläufer.
Bei den Leichtathletik-Weltmeisterschaften 1983 in Helsinki holte er sich in 2:10:27 die Silbermedaille hinter Robert De Castella (AUS) und vor Olympiasieger Waldemar Cierpinski (DDR). 
Weitere Erfolge sind die Goldmedaille bei der afrikanischen Marathon-Meisterschaft 1979 in Dakar, vier Siege beim Montreal-Marathon (1979, 1981, 1983, 1985), ein  vierter Platz beim London-Marathon 1983, ein zweiter Platz beim Frankfurt-Marathon 1984 sowie beim Tokyo International Men’s Marathon 1985 und eine Bronzemedaille bei den Panafrikanischen Spielen 1987.
Seine Bestzeit von 2:10:03 stellte er 1983 in Montreal auf.